# Парк Победы (Курган)

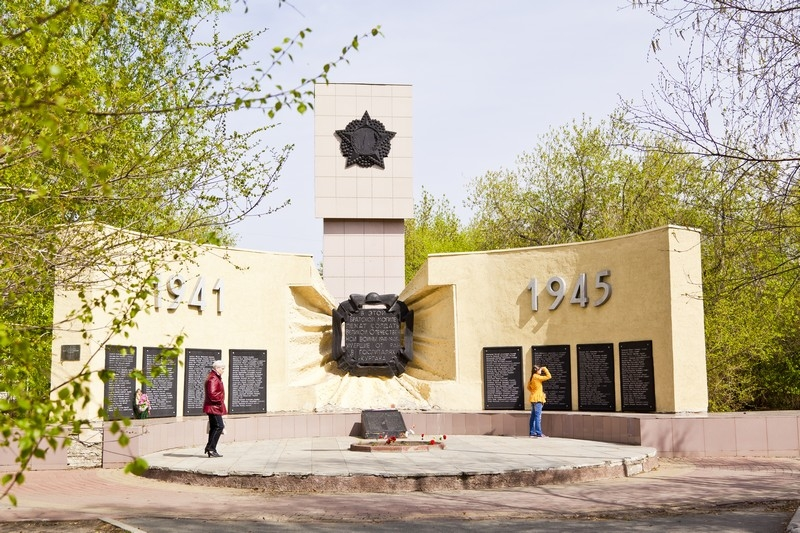
Памятник воинам, погибшим от ран в госпиталях Кургана в годы Великой Отечественной войны и стела «Орден Победы»

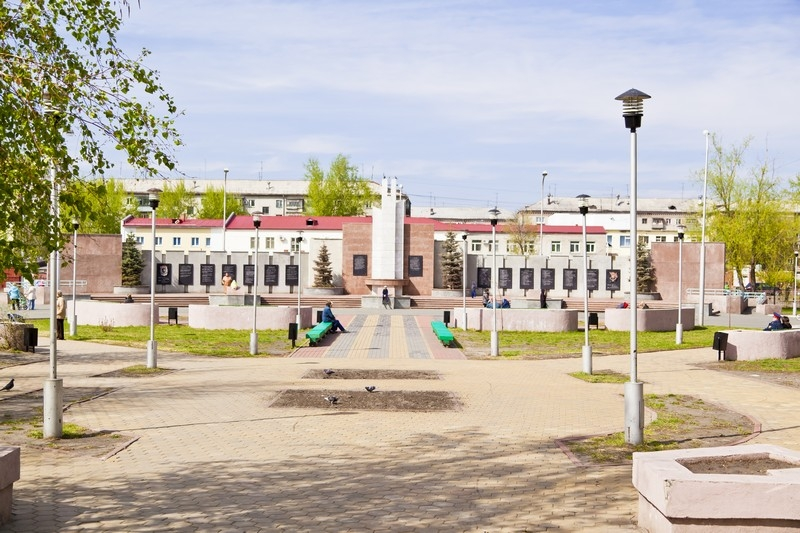
Мемориал «Стена Памяти»

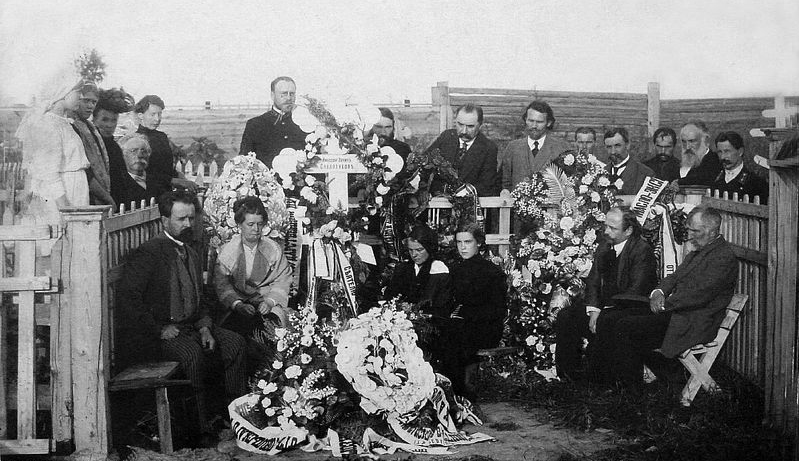
Могила Н. Л. Скалозубова, 1915 год.

Парк Победы — парк тихого отдыха в городе Кургане, Россия.

## О парке
Парк Победы занимает несколько кварталов между улицами 9 Января, Косой, Криволапова и Югова. Парк имеет один архитектурно оформленный вход — с перекрёстка улиц 9 Января и Косой. От входа со стороны дома по ул. Рихарда Зорге, 26 идёт Аллея Героев.

### История
С 1883 года в метрических книгах Богородице-Рождественского собора было указано, что захоронения горожан стали происходить на приходском Соборном кладбище.
В годы гражданской войны на Католическом кладбище был установлен памятник погибшим чехословацким легионерам, разрушенный при ликвидации кладбища.
В 1920-е годы кладбище было официально переименовано в Коммунистическое. В июне 1928 года городской совет принял решение о присоединении дополнительной площади для кладбища в размере около 1,5 тысяч квадратных метров с северо-западной стороны.
В годы Великой Отечественной войны в городе работали эвакогоспитали, умерших хоронили в братских могилах на этом кладбище.
9 июля 1956 года городские власти приказали закрыть кладбище по улице 9 Января из-за его перегруженности; тогда оно называлось «городским». 3 марта 1958 года состоялись торжественные похороны директора Курганского машиностроительного завода Василия Петровича Горбунова. Тогда же было принято решения о том, чтобы захоронение не считалось последним и кладбище сохранить.
В 1973 году Совет Министров РСФСР утвердил генеральный план развития Кургана, согласно которому на месте кладбища было предусмотрено создание парка тихого отдыха. Было разрешено произвести перезахоронения на другие кладбища, среди перезахороненых В. П. Горбунов.
9 мая 1985 года был открыт парк Победы.
В 2002 году на территории парка построена часовня Николая Чудотворца, в 2015 году обращена из часовни в церковь.
В 2015 году при строительстве гаража рядом с парком Победы обнаружены останки более 30 человек.
В 2019—2020 годах, к 75-летию Победы, парк был благоустроен как часть программы по формированию комфортной городской среды". Были обрезаны в санитарных целях деревья, демонтированы старые дорожки и железобетонные скамейки (вместо них поставили деревянные). Были установлены две новые детские площадки с прорезиненным покрытием и отремонтирована одна старая, обустроенная ранее. По периметру парка были заасфальтированы дорожки для пешеходов. Был заменён фонтан «Звезда».
В октябре 2020 года на торец жилого дома ул. Пушкина, 49а, обращённый к парку, нанесён художественный орнамент в виде голубей.

## Сооружения парка
- Памятник воинам, погибшим от ран в госпиталях Кургана в годы Великой Отечественной войны, первоначально установлен в 1965 году. В 1978 году у памятника были установлены три чугунных плиты, на которые занесены фамилии 173 бойцов, захороненных на кладбище. В 1985 году установлен новый памятник, авторы: скульптор С. А. Голощапов, архитектор А. С. Якущенко. Осенью 1999 года у фигуры раненного солдата отпилили руку, поэтому её заменили на щит в обрамлении георгиевской ленты.
- Надгробный памятник Василию Ивановичу Бурову-Петрову (1883—1939, открыт в октябре 1977 года, автор — архитектор И. В. Козлов, исполнительный художник В. А. Корочкин.
- Стела «Орден Победы», установлена в 1985 году.
- Камень с мемориальной плитой в честь открытия парка Победы, установлен в 1985 году.
- Памятник-фонтан «Звезда», установлен в 1985 году, в ноябре 2019 года заменён на новый, с уменьшенной внутренней красной звездой[6]. Старый фонтан установлен в санаторном оздоровительном лагере круглогодичного действия «им. А. Н. Островского».
- Камень с мемориальной плитой воинам-курганцам, погибшим при выполнении интернационального долга в Афганистане.
- Храм Рождества Николая Чудотворца, ул. 9 Января, 11. В сентябре 2002 года освятили как часовню, в 2015 году к часовне пристроили алтарь и превратили в церковь.
- Мемориал «Стена Памяти», открыт в 2005 году, автор — архитектор Л. А. Кузнецова.
- Две 76-мм дивизионные пушки образца 1942 года (ЗИС-3).
- Памятник Зауральцам-ликвидаторам аварии на Чернобыльской АЭС, открыт 26 апреля 2011 года.
- Кенотаф Николаю Лукичу Скалозубову (1861—1915), открыт 25 августа 2012 года, автор — скульптор Валерий Михайлович Хорошаев.
- Памятник жертвам геноцида армян 1915 года, открыт 22 апреля 2015 года.
- Детский городок, построен на средства работников прокуратуры, открыт 14 августа 2015 года.
- Фотогалерея «Виртуальная история» (ранее «Бессмертный полк», был в другой части парка).
- Две детские площадки, установлены в октябре 2019 года[7].
- Входная группа и экран, на котором показывают фотографии фронтовиков, ролики о Великой Отечественной войне, хронику военных лет. Установлена в 2020 году[8].
- Аллея Героев. 21 стенд с портретами, краткими биографиями, перечнями наград и описанием подвигов; стенд с именами 23 Героев, которые в годы войны окончили военно-учебные заведения, дислоцированные в Кургане. Проект реализовывал городской совет ветеранов, открыт 16 сентября 2020 года[9].

## Проезд
- Проезд на автобусах № 36, 45, 50, 54, 57, 68, 75, 91, 96, 321 до остановки «Парк Победы».
- Проезд на автобусах № 18, 24, 29, 32, 51, 55, 58, 62, 64, 65, 74, 76, 92, 94, 99, 254, 304, 319, 339, 360 до остановки «Ул. Рихарда Зорге». До 2015 года были и троллейбусы.